# Соро, Мишель
Мишель Соро (фр. Michel Soro; род. 30 октября 1987, Абиджан, Кот-д’Ивуар) — французский боксер-профессионал ивуарийского происхождения выступающий в полусредней, в первой средней и средней весовых категориях. Среди профессионалов действующий чемпион по версии WBA Gold мира (2018—н. в.) в 1-м среднем весе.

## Профессиональная карьера
Мишель Соро дебютировал на профессиональном ринге 2 октября 2008 года. 29 июля 2011 года провел свой первый титульный поединок за пояс чемпиона Европы в первом среднем весе по версии WBO, в котором победил грузинского спортсмена Давида Макарадзе (16-5). 12 мая 2012 года потерпел первое поражение в карьере (до того имел 19 побед) от российского боксера Заурбека Байсангурова (26-1) в бою за титулы чемпиона мира в первой средней весовой категории по версиям WBO и IBO. 12 января 2012 года вновь выиграл вакантный титул чемпиона Европы в первом среднем весе по версии WBO. 4 мая 2013 года победил в бою за титул чемпиона Франции в первом среднем весе, а 9 ноября того де года провел успешную защиту титула.
25 июля 2014 года свёл вничью поединок за титул интернационального чемпиона в среднем весе по версии WBA с американцем Энтони Дугласом. 8 мая 2015 года выиграл поединок за титулы чемпиона по версии USBA и WBO NABO. 20 июня того же года выиграл титул чемпиона Европы в среднем весе по версии EBU.
30 июля 2016 года победил в поединке за вакантный титул интернационального чемпиона в первом полусреднем весе по версии WBA, после чего провел две успешных защиты титула.
И 1 июля 2017 года провёл бой против аргентинца Брайана Кастаньо за титул временного чемпиона мира в первом среднем весе по версии WBA. Бой завершился победой аргентинского спортсмена раздельным судейским решением и стал вторым поражением в карьере Соро.
8 декабря 2018 года Соро завоевал титул чемпиона по версии WBA Gold мира в 1-м среднем весе в бою против американца Грега Вендатти, победив того техническим нокаутом во 2-м раунде.